# 金凱德鎮區 (伊利諾伊州傑克遜縣)
金凱德鎮區（英語：Kinkaid Township）是位於美國伊利諾伊州傑克遜縣的一個行政鎮區。

## 地方資料
根據2010年美國人口普查的數據，金凱德鎮區的面積為94.10平方千米，當中陸地面積為92.20平方千米，而水域面積為1.90平方千米。當地共有人口467人，而人口密度為每平方千米4.96人。